# Vargabeleș
Vargabeleș (în maghiară Vargabéles) este un desert din Ardeal, cel mai probabil de origine secuiască, alcătuit dintr-o umplutură de tăieței fierți amestecați cu brânză de vaci și stafide, acoperiți cu blat de ștrudel sau foitaj cu unt și copt.

## Origine
Vargabeleșul provine din Cluj, fiind comercializat în forma modernă la începutul secolului XX în restaurantul familiei Darvas. Prăjitura este posibil să aibă o origine mai veche, din secolul XVIII, fiind gătită pentru prima oară de un hangiu numit Varga, tot la Cluj. Numele, care se traduce în mod direct în limba română drept căptușeala cizmarului ar putea, astfel, proveni din faptul că numele de Varga înseamnă cizmar, iar tava pentru prăjitură este căptușită cu foi de ștrudel.

## Mod de preparare
Mai întâi, tăiețeii se fierb în apă cu un praf de sare, apoi, după ce se răcesc, se amestecă cu brânza de vaci, stafide, untul și smântâna, iar la final se adaugă coajă rasă de lămâie și gălbenușul de ou. Albușurile de ouă se bat până devin tari. Pentru a face vargabeleș, se tapetează fundul și pereții unei tăvi cu hârtie de copt și cu foi de ștrudel sau foitaj. Se pune umplutura în tavă, se acoperă cu același tip de aluat folosit anterior și se dă la cuptor până când este gata. Pentru a servi, se pudrează cu zahăr. Se mai poate servi în combinație cu alte dulciuri, cum ar fi crema de vanilie sau gemul.